# Barcelona Dirac's Deltas
El Barcelona Dirac's Deltas es un club español de béisbol de la ciudad de Barcelona.

## Historia
El Barcelona Dirac's Deltas fue fundado el 3 de julio de 2006 por un grupo de estudiantes de física de la Universidad de Barcelona. Además de equipo sénior tiene secciones infantiles y juveniles. Se caracteriza por ser un equipo que realiza todos los entrenamientos y los partidos en inglés.

### Nombre
El nombre del equipo es debido a la función matemática delta de Dirac la cual describe el comportamiento del impacto entre la pelota y el bate.